# Brochiraja
Genre
Brochiraja est un genre de raies de la famille des Arhynchobatidae.

## Répartition
Ce genre est réparti dans les eaux bordant les côtes de Nouvelle-Zélande.

## Liste des espèces
Selon le World Register of Marine Species (31 juillet 2023) :
- Brochiraja aenigma Last & McEachran, 2006
- Brochiraja albilabiata Last & McEachran, 2006
- Brochiraja asperula (Garrick & Paul, 1974)
- Brochiraja heuresa Last & Séret, 2012
- Brochiraja leviveneta Last & McEachran, 2006
- Brochiraja microspinifera Last & McEachran, 2006
- Brochiraja spinifera (Garrick & Paul, 1974)
- Brochiraja vittacauda Last & Séret, 2012

## Systématique
Le nom valide complet (avec auteur) de ce taxon est Brochiraja Last & McEachran, 2006.

## Étymologie
Le nom générique, Brochiraja, est la combinaison du latin brochus, « projeté », et Raja, le genre initial donné aux raies, et fait référence aux épines saillantes présentes sur la mâchoire inférieure de ces espèces.

## Publication originale
- (en) Peter R. Last et John D. McEachran, « New softnose skate genus Brochiraja from New Zealand (Rajidae: Arhynchobatinae) with description of four new species », New Zealand Journal of Marine and Freshwater Research, vol. 40, no 1,‎ mars 2006, p. 65–90 (ISSN 0028-8330 et 1175-8805, DOI 10.1080/00288330.2006.9517404, lire en ligne, consulté le 31 juillet 2023)